# Carlino de' Pazzi
sappi ch'i' fu' il Camiscion de' Pazzi;
e aspetto Carlin che mi scagioni»
(Inferno XXXII 67-69)
Carlo de' Pazzi, detto Carlino per distinguerlo dal padre Carlone (fl. XIV secolo), fu un membro della famiglia dei Pazzi di Valdarno.

## Biografia
Fu un Cavaliere Aureo della fazione dei guelfi bianchi. Dopo la cacciata del suo partito (1302) tenne il castello di Piantravigne, vicino a Pian di Scò, per i fuorusciti fiorentini, ma lo vendette ai guelfi neri che lo assediavano, tradendo i suoi compatrioti, e ottenendo il permesso di rientrare in città, come raccontano Giovanni Villani e Dino Compagni.
Per questa sua azione Dante Alighieri lo destina all'Inferno nella Divina Commedia, al nono cerchio, quello più profondo, destinato ai traditori. E sebbene all'epoca del viaggio ultraterreno del poeta fiorentino Carlino fosse ancora vivo (morì solo nel 1348), è attraverso le parole di un suo lontano congiunto, Camicione de' Pazzi, dei Pazzi di Valdarno, che veniamo a sapere del suo peccato. Secondo Camicione infatti il tradimento di Carlino è ben peggiore del suo (secondo Dante infatti il tradire la patria era più grave del tradimento di un congiunto, qual era il peccato di Camicione), e quando anche Carlino arriverà nell'Antenora il peccato di Camicione sembrerà meno grave.
(Dino Compagni, Cronica delle cose occorrenti ne' tempi suoi, Libro II, 29)